# Las Tres Gotas de Agua
Las Tres Gotas de Agua är en ort i Mexiko.   Den ligger i kommunen Culiacán och delstaten Sinaloa, i den västra delen av landet, 1 000 km nordväst om huvudstaden Mexico City. Las Tres Gotas de Agua ligger 19 meter över havet och antalet invånare är 737.
Terrängen runt Las Tres Gotas de Agua är platt. Runt Las Tres Gotas de Agua är det mycket glesbefolkat, med 6 invånare per kvadratkilometer. Närmaste större samhälle är Villa de Costa Rica, 19,8 km norr om Las Tres Gotas de Agua. Trakten runt Las Tres Gotas de Agua består till största delen av jordbruksmark.